# تيموثي غيلبرت
تيموثي غيلبرت (بالإنجليزية: Timothy Gilbert)‏ هو صانع بيانو ‏ أمريكي، ولد في 5 يناير 1797، وتوفي في 19 يوليو 1865.